# Richard King (Tontechniker)

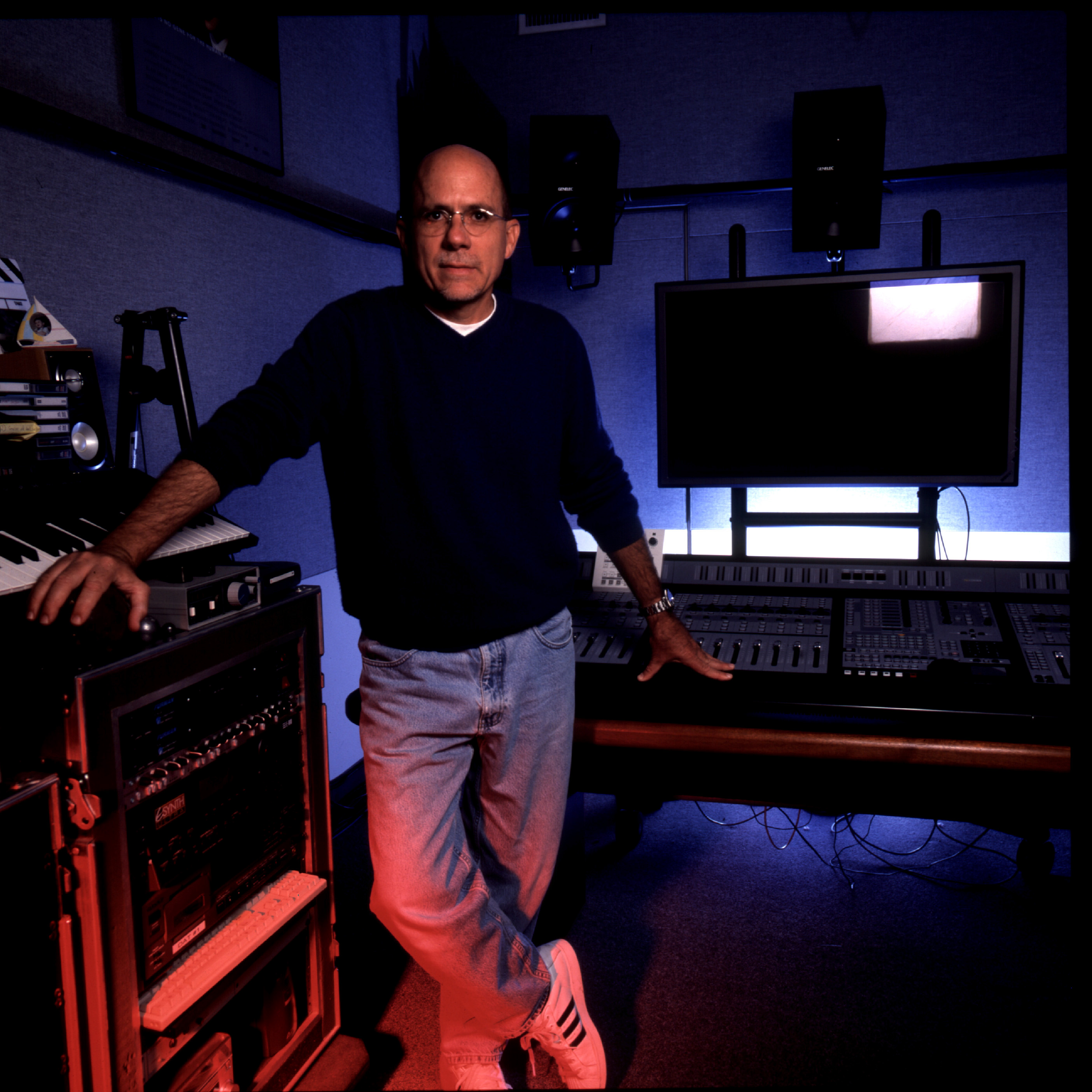
Richard King

Richard King (* 20. Jahrhundert in Tampa, Florida) ist ein US-amerikanischer Tontechniker und Sound Designer.

## Leben und Karriere
King ging bis 1972 an die Henry B. Plant High School in Tampa und danach an die University of South Florida.
Er gewann viermal einen Oscar in der Kategorie Bester Tonschnitt in den Jahren 2004, 2008, 2010 und 2018 und drei British Academy Film Awards in der Kategorie Bester Ton in den Jahren 2004, 2010 und 2018. Bei der Oscarverleihung 2025 wurde er in der Kategorie Bester Ton ausgezeichnet.
King ist Mitwirkender beim Samobor Film Musik Festival.

## Filmografie (Auswahl)
- 1986: Murphys Gesetz
- 1990: Captain America
- 1993: Mein Leben für dich
- 1995: Waterworld
- 1997: Der Schakal
- 2003: Master and Commander – Bis ans Ende der Welt
- 2005: Krieg der Welten
- 2006: Prestige – Die Meister der Magie
- 2007: Die Ermordung des Jesse James durch den Feigling Robert Ford
- 2007: There Will Be Blood
- 2008: The Dark Knight
- 2010: Inception
- 2011: Thor
- 2011: In Time – Deine Zeit läuft ab
- 2012: The Dark Knight Rises
- 2012: Die Hüter des Lichts (Rise of the Guardians)
- 2014: Die Abenteuer von Mr. Peabody & Sherman (Mr. Peabody & Sherman)
- 2014: Interstellar
- 2016: Suicide Squad
- 2017: Dunkirk
- 2023: Oppenheimer
- 2024: Dune: Part Two